# 伯俗父
伯俗父（?—?），周共王、周懿王时代周朝執政大臣，《永盂》稱之为師俗父。
传世文献上没有伯俗父的记载，根据出土铜器《五祀衛鼎》(集成02832)、《裘衛盉》(集成09456)、南季鼎 (集成02781)，伯俗父是西周中前期人。周恭王（周共王）五年正月, 曾和榮伯、邢伯、定伯、單伯、伯邑父等執政大臣參與處理裘衛和邦君厲的以物換田和土地交換之事。周恭王十二年（根据夏商周断代工程是前911年）又參與周王賞賜師永田地的出命儀式，在洛河附近亦有土地，和新賜給師永的土地毗連。某年五月既生霸（初九至十五）庚午，在周王冊命庚季時擔任儐相。